# Беседи върху първите десет глави на Тит Ливий
„Беседи върху първите десет глави на Тит Ливий“ (на италиански: Discorsi sopra la prima deca di Tito Livio) е произведение на италианския философ Николо Макиавели, писано в епохата на Ренесанса. Докато най-известното произведение на автора — „Владетелят“ – се отнася до монархията и нужната адаптимост на самия Владетел спрямо ситуацията, в която се намира, то Беседите са посветени изцяло на републиката. Самата книга съчетава три книги в една. В първата Макиавели се фокусира върху вътрешната структура на републиката. Втората е посветена на военното дело. Третата книга най-много се доближава до заложеното във „Владетелят“, тъй като се отнася до индивидуалното лидерство. Заедно, трите книги представляват „наръчник“ как да се създаде или преструктурира една държава.
Беседите представляват поредица от уроци относно това как трябва да се създаде, структурира и поддържа една република. Всеки отделен урок започва с определен принцип, който е подкрепен с пример от историята на Рим, идея на Тит Ливий или други древни модели, и тогава е дадено мнението на Макиавели за това как би трябвало да изглежда този възглед в Италия от 15-и или 16 век. Почти неоспоримо е считана ако не за първата, то със сигурност за най-важната творба, писана за републиканизма в ранната модерна епоха. Много от идеите, заложени в Беседите, включително за силата на тристранната структура и за предимствата на републиката пред монархията са толкова валидни и до днес, колкото са били и преди 6 века.

## Цитати от Беседите
- „Всъщност когато в една конституция са съчетани владетел, аристокрация и силата на народа, тогава тези три сили ще се контролират взаимно реципрочно.“ I книга, Глава II
- „Несъмнено тези разбирания [на постигане на власт] са жестоки и пагубни за целия цивилизован живот, те са нехристиянски, нито дори човешки, и трябва да бъдат избягвани от всички. Всъщност животът на обикновения гражданин трябва да бъде предпочитан пред този на краля за сметка на гибелта на толкова много хора.“ I Книга, Глава XXVI
- „…в добре оранизирана република никога не трябва да се налага да се прилагат извънконституционни мерки…“ I Книга, Глава XXXIV
- „… правителствата на народа са по-добри от тези на Владетелите.“ I Книга, Глава LVIII
- „… ако сравним грешките на народа с тези на владетеля, както и техните добри качества, ще намерим хора, които значително го превъзхождат във всичко, което е добро и славно.“ I Книга, Глава LVIII
- „… никой владетел не се е облагодетелствал, докато е правел така, че да бъде мразен.“ III Книга, Глава XIX
- „Нека владетелите не се оплакват от грешките, допуснати от хората, подложени на правомощията им, защото те са резултат изцяло от тяхна собствена небрежност или лош пример.“ III Книга, Глава XXIX